# 竹田村 (兵庫県)
竹田村（たけだむら）は、兵庫県氷上郡にあった村。現在の丹波市市島町中竹田・市島町下竹田にあたる。

## 地理
- 山岳：高谷山
- 河川：竹田川

## 歴史
- 1889年（明治22年）4月1日 - 町村制の施行により、中竹田村・下竹田村の区域をもって発足。
- 1955年（昭和30年）3月20日 - 前山村・吉見村・鴨庄村・美和村と合併して市島町が発足。同日竹田村廃止。

## 交通

### 鉄道路線
- 日本国有鉄道
  - 福知山線
    - 丹波竹田駅

### 道路
- 国道175号